# Zło we mnie
Zło we mnie (tytuł oryg. February; alternat. The Blackcoat's Daughter) – amerykańsko-kanadyjski film fabularny z 2015 roku, napisany i wyreżyserowany przez Oza Perkinsa. W rolach głównych występują w nim Emma Roberts, Lucy Boynton, Kiernan Shipka, James Remar i Lauren Holly. Opowiada historię trzech młodych dziewczyn. Dwie z nich są uczennicami katolickiej szkoły, w której dochodzi do mrożących krew w żyłach zajść; kolejna skrywa pewien sekret. Światowa premiera projektu odbyła się 12 września 2015 podczas 40. Międzynarodowego Festiwalu Filmowego w Toronto. Film został pozytywnie oceniony przez krytyków. Jest to debiut reżyserski Perkinsa.

## Fabuła
W katolickiej szkole dla dziewcząt pozostawione zostają dwie uczennice, które nie wyjechały na przerwę świąteczną do domów. Pilnują ich siostry-dewotki. Rose jest buntowniczką. Kat, zdziwaczała i nielubiana, sprawia wrażenie osoby nad wyraz spokojnej. Nieoczekiwanie w odizolowanym od miasta budynku zaczyna dochodzić do mrożących krew w żyłach zdarzeń. Trzecią bohaterką filmu jest Joan, młoda kobieta skrywająca pewien sekret.

## Obsada
- Emma Roberts − Joan
- Lucy Boynton − Rose
- Kiernan Shipka − Kat
- James Remar − Bill
- Lauren Holly − Linda
- Emma Holzer − Lizzy
- Peter J. Gray − Rick

## Recenzje
Walter Chaw, dziennikarz współpracujący z serwisem Film Freak Central, obwołał Zło we mnie jako filmową "kronikę smutku". Uznał, że "film jest straszny, bo taka też jest utrata". Albert Nowicki (witryna His Name Is Death) pisał: "February, choć operuje pewnymi integralnymi dla gatunku kliszami, góruje nad wieloma innymi horrorami, jakie wydano w ciągu ostatnich paru miesięcy: film mrozi krew w żyłach w taki sposób, w jaki nie budzą grozy pozycje mainstreamowe. Warsztat artystyczny realizatorów jest godzien podziwu. Obraz tonie w mroku, przez co widz nie wie, czy w przyciemnionym kącie nie szczerzy na niego zębów zło. Głosy, które słyszy tylko Kat, nie są możliwe do wyłapania; nie słyszymy, jakimi straszliwościami infiltrują ucho dziewczyny. Nawet, jeśli by przyjąć, że nieoświetlony plan i stłumiony dźwięk wynikają z niedostatków budżetowych, nie można zaprzeczyć skuteczności ich oddziaływania. February dumnie przeprawia się przez bulwar horroru offowego, strasząc w sposób zniuansowany, taktowny i inteligentny. Wspomniane już klisze (...) pomagają filmowi nabrać rumieńca wtedy, gdy zachodzi taka potrzeba, choć spokojnie mogłyby zostać wycięte ze scenariusza. Na ogół Perkins gardzi tanią, ograną sensacją."